# Amerykańskie okręty podwodne typu F
Okręty podwodne typu F – amerykańskie jednokadłubowe okręty podwodne z napędem diesel-elektrycznym zbudowane dla amerykańskiej marynarki wojennej w latach 1909-1922. Budowę czterech jednostek tego typu rozpoczęto w tygodniowych odstępach w sierpniu 1909 roku w stoczniach Union Iron Works w San Francisco oraz Seattle Construction and Drydock Company w Seattle. Wszystkie okręty zostały w latach 1912-1913 przyjęte do służby w 1. Grupie Okrętów Podwodnych Flotylli Torpedowej Pacyfiku Floty Pacyfiku w San Pedro w Kalifornii. Nazwane początkowo „Carp” nr 20, „Barracuda” nr 21, „Pickel” nr 22 i „Skate” nr 23, w 1911 roku zostały przemianowane na – odpowiednio – F-1, F-2, F-3 i F-4, w roku 1920 cały typ został przeklasyfikowany i otrzymał numery burtowe (hull number) od SS-20 do 23.
W 1914 roku okręty tego typu były pierwszymi jednostkami podwodnymi, które wpłynęły do nowo utworzonej bazy okrętów podwodnych w Naval Station Honolulu na Hawajach. Podczas podwodnych manewrów niedaleko portu w Honolulu 25 marca 1915 roku SS-23 (F-4) zatonął wraz ze wszystkimi członkami załogi. W grudniu 1917 SS-20 (F-1) zderzył się z SS-22 (F-3) i zatonął wraz z 19 załogantami. Mimo pękniętego dziobu F-3 zdołał ocaleć. F-2 i F-3 aż do roku 1922 służyły do celów szkoleniowych, po czym zostały zezłomowane.